# May el-Toukhy
May el-Toukhy   (Charlottenlund, 17 d'agost de 1977) és una directora de cinema i guionista danesa que va obtenir el Premi del Públic en el Festival de Cinema de Sundance l'any 2019 per Reina de Cors.

## Biografia
La mare d'el-Toukhy és danesa i el seu pare és egipci. Ella va néixer en Charlottenlund, un barri residencial de la capital i va créixer a Copenhaguen. Després d'acabar els estudis preuniversitaris, es va matricular en el Statens Teaterskole (Escola de Teatre Estatal) a Copenhaguen de 1998 a 2002. Posteriorment, va completar la seva formació com a directora de cinema a l'Escola Nacional de Cinema de Dinamarca fins a l'any 2009. Aquell mateix any, va treballar per primer cop com a assistent de direcció per a la pel·lícula televisiva Càmping i la sèrie de televisió Borgen.
A més, l'any 2009, el-Toukhy va guanyar el concurs per a joves talentosos nòrdics: Nordic Talent Pritch-Preis, per la seva pel·lícula Caire, amb un premi en metàl·lic de 250.000 corones daneses. A més, va produir diversos programes de ràdio per a Danmarks Radio. En 2015, va rebre la beca Erik Ballings, que inclou una dotació en metàl·lic de 50.000 corones.
El debut cinematogràfic de del-Toukhy va ser en 2015 amb una comèdia romàntica anomenada Una llarga història curta. El seu guió va ser un treball conjunt de la directora juntament amb Mille Lehfeldt, amb la participació dels actors Trine Dyrholm, Jens Albinus i Danica Curcic. Aquest llargmetratge va ser guardonat amb el Premi Robert de l'acadèmia de cinema danesa a la Millor Actriu de Repartiment i va guanyar dos premis Bodil: al Millor Guió i a la Millor Actriu de Repartiment. En 2016, va ser premiada amb el Premi Nordisk Film, que inclou una dotació en metàl·lic de 110.000 corones.
El seu posterior llargmetratge: Reina de cors, en el qual va col·laborar amb el mateix equip i va obtenir el Premi del Públic en el Festival de Cinema de Sundance. El títol fa referència a la novel·la LAlícia en terra de meravelles, de Lewis Carroll, i explora els secrets de família i els abusos domèstics des d'un punt de vista diferent.

## Filmografia

### Com a directora
- 2001: Stereo (curtmetratge)
- 2003: Min velsignede bror (curtmetratge documental)
- 2003: White Man's Burden
- 2009: Stykke for stykke (curtmetratge)
- 2015: Una llarga història curta (llargmetratge)
- 2017: L'herència (Arvingerne, sèrie de televisió danesa, 2 episodis)
- 2017: Alguna cosa en què creure (Herrens vexi, sèrie de televisió danesa, 2 episodis)
- 2019: Reina de cors (Dronningen, llargmetratge)
- 2022: The Crown (cinquena temporada, dos capítols)

### Com a guionista
- 2001: Stereo (curtmetratge)
- 2003: Min velsignede bror (curtmetratge documental)
- 2015: Stykke for stykke (curtmetratge)
- 2015: Una llarga història curta (llargmetratge)
- 2019: Reina de Cors (Dronningen, llargmetratge)

### Com a ajudant de direcció
- 2009: Càmping (pel·lícula de televisió)
- 2010: Borgen– Gefährliche Seilschaften ( Borgen, sèrie de televisió danesa, 4 episodis)
- 2017: Die Wege donis Herrn (Alguna cosa en què creure, sèrie de televisió danesa, 1 episodi)

### Com a operadora de càmera
- 2003: Min velsignede bror (curtmetratge documental)

### Com a productora
- 2001: Estèreo (curtmetratge)